# Thermochrous melanoneura
Thermochrous melanoneura là một loài bướm đêm thuộc họ Anomoeotidae. Loài này có ở Malawi.